# Laugardalsvöllur
 (avril 2025).
Si vous disposez d'ouvrages ou d'articles de référence ou si vous connaissez des sites web de qualité traitant du thème abordé ici, merci de compléter l'article en donnant les références utiles à sa vérifiabilité et en les liant à la section « Notes et références ».
Le Laugardalsvöllur (littéralement le Terrain de Laugardalur, du nom du district de Reykjavik où se situe le stade) est le principal stade d'Islande. Il est situé à Reykjavik et possède une capacité de 9 500 places assises bien que celle-ci puisse facilement être augmentée en cas de besoin. Le stade est principalement utilisé pour les compétitions de football et d'athlétisme. Le Laugardalsvöllur est le stade à domicile du club de Fram Reykjavík.
La plus forte affluence jamais enregistrée est de 20 204 spectateurs, en 2004, lors d'un match amical de football opposant l'équipe d'Islande à celle d'Italie et qui avait vu la victoire des locaux sur un score de 2-0, à la surprise générale.

## Photos

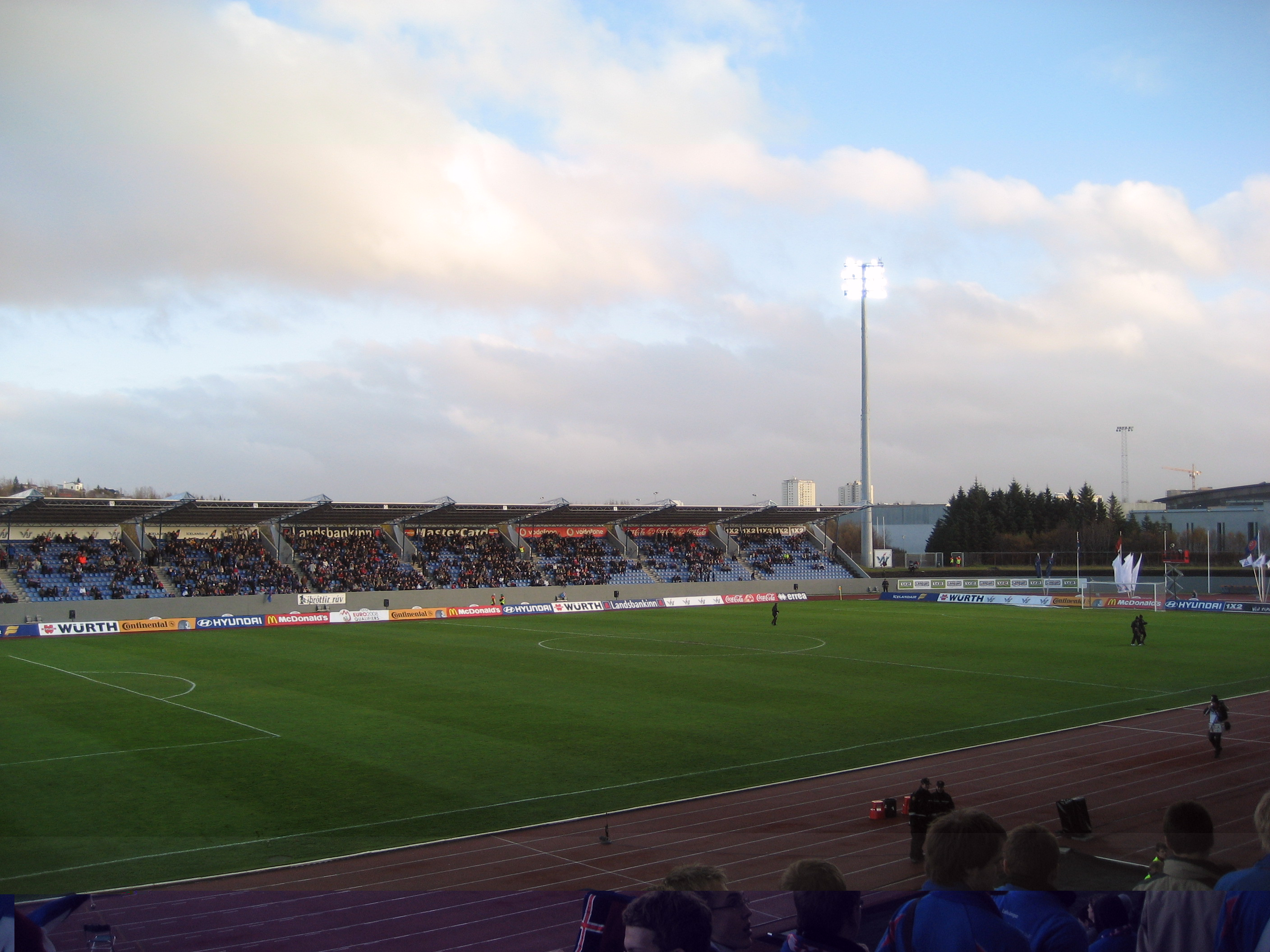
Laugardalsvöllur pendant un match de qualification pour l'Euro 2008.
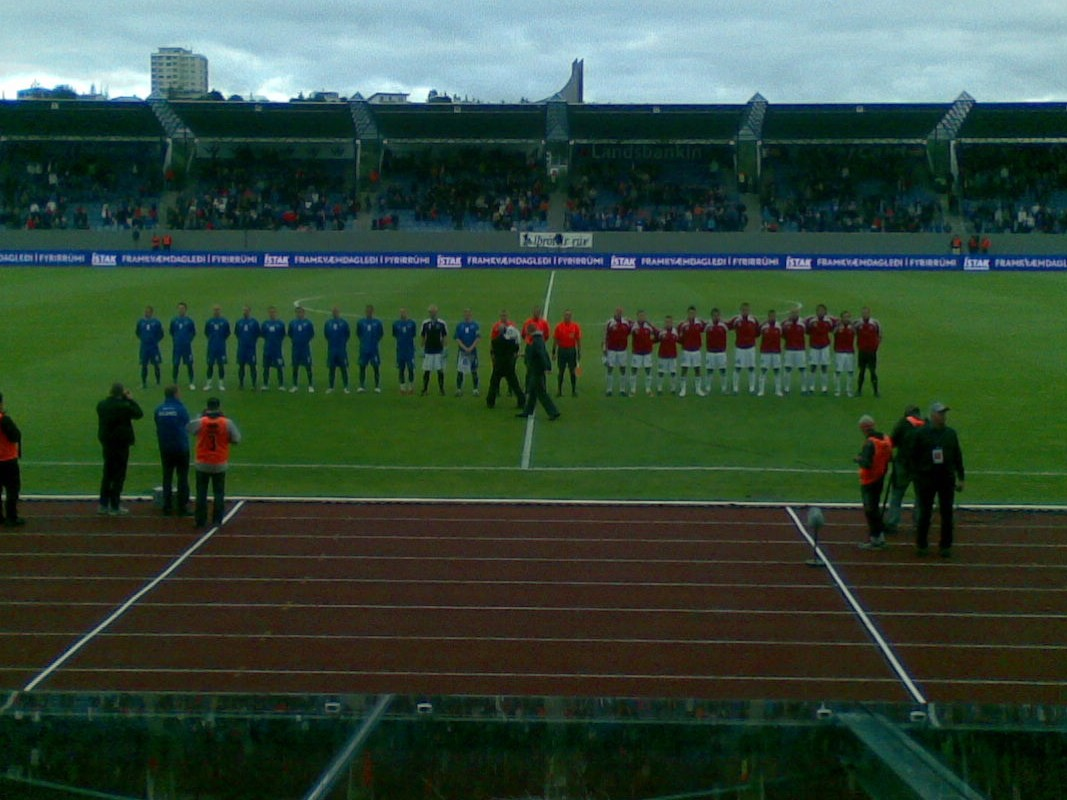
Laugardalsvöllur durant le match amical Islande-Slovaquie, en 2009